# Ибрагимов, Асхат Габдрахманович
Асхат Габдрахманович Ибрагимов (4 апреля 1950 года, село Коктал Казахской ССР) — учёный-химик, заслуженный деятель науки Республики Башкортостан, лауреат премии имени А. М. Бутлерова.

## Биография
Родился 4 апреля 1950 года в селе Коктал Казахской ССР.
В 1972 году окончил Казанский химико-технологический институт, по распределению направлен в НИИ Нефтехим (Уфа).
В июне 1976 году был принят на работу в Институт химии БФАН СССР.
В 1982 году — защита кандидатской диссертацию, специальность «Органическая химия».

В 1994 году — защита докторской диссертации.

В 1995 году присвоено учёное звание профессора, специальность — «Органическая химия».
В 1992 году был приглашен на работу в Институт нефтехимии и катализа АН РБ (сейчас это — Институт нефтехимии и катализа РАН)
С 2009 года — руководитель лаборатории гетероатомных соединений.

### Научная деятельность
Область научных интересов — металлокомплексный катализ, органический- и металло(Al, Mg, Zn)органический синтез, химия гетероциклических соединений — сложилась в школе члена-корреспондента РАН У. М. Джемилева.
Под его руководством Ибрагимовым были разработаны новые подходы и методы построения углерод-углеродной и металл-углеродной связей, основанные на реакциях Al-, Mg-, Zn-органических соединений различной структуры с аллильными электрофилами, олефинами, гетероолефинами, диенами, ацетиленами, алкил- и арилгалогенидами в присутствии комплексов переходных металлов с получением полиеновых углеводородов, замещенных циклопропанов, циклобутанов, кетонов, альдегидов, сульфидов, третичных непредельных аминов, пятичленных гетероциклов и других продуктов. Совместно с сотрудниками разработана и систематически исследована новая реакция циклометаллирования моно- и дизамещенных олефинов, ацетиленов, алленов, 1,3-диенов с участием металлокомплексных катализаторов с получением новых типов трех-, пяти-, семи- и макроциклических алюминийорганических соединений. С использованием реакции циклоалюминирования предложены общие методы синтеза нетривиальных функциональнозамещенных и транс-3,4-диалкилзамещённых, а также полициклических алюминациклопентанов.
Разработаны высокоселективные каталитические методы синтеза замещённых алюминациклопент-2-енов и алюминациклопента-2,4-диенов заданной структуры, позволяющие варьировать положение заместителей в молекуле в зависимости от природы исходных реагентов. Осуществлены превращения циклических алюминийорганических соединений под действием металлокомплексных катализаторов в замещённые тиофаны, селенофаны, фосфоланы, тиолан-1-оксиды, вторичные и третичные спирты, 1,4-бутандиолы, циклопентанолы, 2-винилалканы, соединения циклобутанового и циклопропанового ряда, в том числе оптически активные. Синтезированы металлированные фуллерены каталитическим гидро-, карбо- или циклометаллированием С60 с помощью Al- или Mg-органических соединений.
Наиболее интересным научным достижением Ибрагимова за последние годы является разработка перспективных для практической реализации селективных методов синтеза новых N,S,О-содержащих гетероциклов (N-замещенные дитиазинаны, дитиазепинаны, дитиазоцинаны, диоксазепинаны, диоксазоцинаны, (1,3,5-дитиазинан-5-ил)амины, бензодитиадиазонины, (дитиазинан-5-ил)фенолы, бензотритиазонины и другие гетеро- и макроциклические соединения) с участием катализируемых комплексами переходных и редкоземельных металлов реакций рециклизации, переаминирования, циклоконденсации, циклотио- и циклоаминометилирования. Совместно с сотрудниками лаборатории разработаны каталитические методы синтеза гетероциклов селективным включением по С-гетероатом связи генерируемых in situ карбенов, предложены селективные методы синтеза полиаминов и аминосульфидов реакцией амино- и тиометилирования N-H и S-H кислот с помощью тетраметилметандиамина и высших гем-диаминов.
Член Диссертационного совета при Институте нефтехимии и катализа РАН.

Под его руководством защищены 16 кандидатских диссертаций.
Автор 564 научных публикаций, в том числе 9 обзоров и 420 авторских свидетельств и патентов.

## Награды
- Государственная премия Российской Федерации (2003)
- Премия имени А. М. Бутлерова (за 2009 год, совместно с У. М. Джемилевым) — за работу «Металлокомплексный катализ в химии металлоорганических соединений непереходных металлов (Mg, Al, Zn, In, В)»
- Почетное звание «Заслуженный деятель науки Республики Башкортостан» (2011)